# Königshain-Wiederau
Königshain-Wiederau là một đô thị trong huyện Mittelsachsen, bang tự do Sachsen, nước Đức. Đô thị Königshain-Wiederau có diện tích 30,89 km², dân số thời điểm ngày 31 tháng 12 năm 2005 là 2976 người.